# Амере (Марказі)
Амере (перс. امره) — село в Ірані, у дегестані Хосров-Бейк, у бахші Міладжерд, шахрестані Коміджан остану Марказі. За даними перепису 2006 року, його населення становило 416 осіб, що проживали у складі 128 сімей.

## Клімат
Середня річна температура становить 10,23 °C, середня максимальна – 29,25 °C, а середня мінімальна – -11,19 °C. Середня річна кількість опадів – 276 мм.
| Клімат поселення                              | Клімат поселення | Клімат поселення | Клімат поселення | Клімат поселення | Клімат поселення | Клімат поселення | Клімат поселення | Клімат поселення | Клімат поселення | Клімат поселення | Клімат поселення | Клімат поселення | Клімат поселення |
| Показник                                      | Січ.             | Лют.             | Бер.             | Квіт.            | Трав.            | Черв.            | Лип.             | Серп.            | Вер.             | Жовт.            | Лист.            | Груд.            |                  |
| Середній максимум, °C                         | 5,11             | 6,43             | 10,52            | 17,04            | 21,90            | 27,58            | 29,25            | 28,78            | 24,12            | 18,17            | 11,48            | 6,06             |                  |
| Середня температура, °C                       | −3,03            | −1,72            | 2,37             | 8,90             | 13,75            | 19,43            | 23,45            | 23,00            | 18,34            | 12,39            | 5,69             | 0,28             |                  |
| Середній мінімум, °C                          | −11,19           | −9,89            | −5,78            | 0,74             | 5,60             | 11,28            | 17,66            | 17,22            | 12,56            | 6,59             | −0,09            | −5,5             |                  |
| Норма опадів, мм                              | 38               | 35               | 49               | 41               | 38               | 7                | 1                | 1                | 0                | 9                | 23               | 34               |                  |
| Середньомісячна швидкість вітру, м/с          | 1.79             | 2.30             | 2.65             | 3.01             | 2.49             | 2.28             | 2.29             | 2.14             | 2.11             | 1.97             | 1.68             | 1.48             |                  |
| Середньомісячна сонячна радіація, кДж/м²·день | 8660             | 11615            | 14340            | 17923            | 22063            | 26926            | 26123            | 23928            | 20725            | 15103            | 10563            | 8400             |                  |
| --------------------------------------------- | ---------------- | ---------------- | ---------------- | ---------------- | ---------------- | ---------------- | ---------------- | ---------------- | ---------------- | ---------------- | ---------------- | ---------------- | ---------------- |
| Джерело:                                      |                  |                  |                  |                  |                  |                  |                  |                  |                  |                  |                  |                  |                  |